# 第69回ニューヨーク映画批評家協会賞
第69回ニューヨーク映画批評家協会賞は、2003年の優秀な映画に贈られた賞である。2003年12月15日に贈られた。

## 受賞
- 作品賞:
  - 『ロード・オブ・ザ・リング/王の帰還』

- 主演男優賞:
  - ビル・マーレイ - 『ロスト・イン・トランスレーション』

- 主演女優賞:
  - ホープ・デイヴィス - 『アメリカン・スプレンダー』、The Secret Lives of Dentists

- 助演男優賞:
  - ユージン・レヴィ - 『みんなのうた』

- 助演女優賞:
  - ショーレ・アグダシュルー - 『砂と霧の家』

- 監督賞:
  - ソフィア・コッポラ - 『ロスト・イン・トランスレーション』

- 脚本賞:
  - クレイグ・ルーカス - The Secret Lives of Dentists

- 撮影賞:
  - ハリス・サヴィデス - 『エレファント』、『GERRY ジェリー』

- 第一回作品賞:
  - アメリカン・スプレンダー - 『ロバート・プルチーニ』、『シャリ・スプリンガー・バーマン』

- 外国語映画賞:
  - 『シティ・オブ・ゴッド』（ ブラジル フランス アメリカ合衆国）

- ドキュメンタリー賞:
  - Capturing the Friedmans

- アニメ映画賞:
  - 『ベルヴィル・ランデブー』